# Charles E. Bennett
Charles Edward Bennett (ur. 2 grudnia 1910 w Canton, zm. 6 września 2003 w Jacksonville) – amerykański polityk, członek Partii Demokratycznej.

## Działalność polityczna
W okresie od 3 stycznia 1949 do 3 stycznia 1967 przez dziewięć kadencje był przedstawicielem 2. okręgu, a następnie do 3 stycznia 1993 przez trzynaście kadencji 3. okręgu wyborczego w stanie Floryda w Izbie Reprezentantów Stanów Zjednoczonych.